# Helsingin Palloseura
L'Helsingin Palloseura, abbreviato in HPS, è una società calcistica finlandese con sede nella capitale Helsinki. Nella stagione 2016 partecipa al campionato di Kolmonen, quarta serie del campionato finlandese di calcio. Fondata nel 1917, in passato comprendeva anche sezioni di pallamano, pallacanestro ed hockey su ghiaccio. Ha come soprannome Vihreät Jääkärit, che è anche il nome dell'organo di stampa ufficiale della squadra.

## Storia

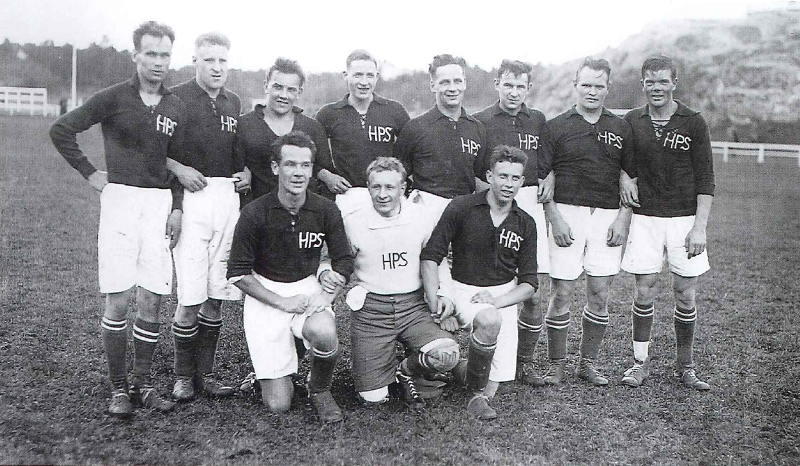
La squadra dell'HPS vincitrice del suo quarto campionato nel 1927.

Fondata nel 1917, giocò la prima gara ufficiale nel settembre 1918, contro l'HIFK. Nel 1921 vinse il campionato finlandese per la prima volta, battendo in finale i concittadini dell'HJK. L'anno successivo bissò il successo, conquistando il campionato per la seconda volta, e ripetendosi altre tre volte nel corso degli anni venti (1926, 1927, 1929). Conquistò altri tre campionati negli anni trenta (1932, 1934, 1935). Il successo di quegli anni fu riconosciuto anche dal largo impiego di calciatori appartenenti all'HPS nella nazionale finlandese.
A questo lungo periodo di successi fece seguito un calo che culminò nel 1941 con l'ultimo posto in Mestaruussarja e la conseguente retrocessione in seconda serie. Dopo una sola stagione in Suomensarja (1943-1944), l'HPS tornò in Mestaruussarja, restandoci fino al 1949. Dopo la retrocessione di quell'anno, il club disputò sei stagioni in seconda serie, fino alla conquista della promozione nel 1955. Dopo l'ottavo posto del 1956, vinse il suo nono campionato nel 1957. Nel 1958 l'HPS sfiorò la conquista del decimo campionato, perdendo lo spareggio per il titolo per 1-0 dopo i tempi supplementari contro il KuPS Kuopio, avendo entrambe le squadre concluso la stagione regolare al primo posto a pari punti. Nello stesso anno, grazie alla vittoria del campionato nel 1957, l'HPS partecipò alla Coppa dei Campioni 1958-1959, partendo dagli ottavi di finale e venendo subito eliminato dai francesi dello Stade de Reims. Nel 1962 vinse la prima Suomen Cup, sconfiggendo in finale il RoPS con un netto 5-0 allo Stadio olimpico di Helsinki e davanti a una folla record di 5 022 spettatori. In virtù di questo titolo, partecipò all'edizione 1963-1964 della Coppa delle Coppe, dove venne eliminato al primo turno dallo Slovan Bratislava.
Nel 1964 venne retrocesso in seconda divisione, diventando quello l'ultimo anno di militanza in massima serie. Da quel momento il club iniziò un lungo periodo di militanza nelle categorie inferiori. Nel 1999, dopo aver perso lo spareggio promozione contro l'HIFK, a seguito di serie difficoltà economiche, l'HPS fu costretto a rinunciare al campionato di Kakkonen, terza serie nazionale, per iscriversi in Seiska, ottava e ultima serie nazionale. Nel giro di sette anni l'HPS risalì le varie categorie del calcio finlandese, raggiungendo nel 2009 il campionato di Kolmonen, quarta serie nazionale.

## Palmarès

### Competizioni nazionali
- Mestaruussarja: 9

1921, 1922, 1926, 1927, 1929, 1932, 1934, 1935, 1957
- Suomen Cup: 1

1962
- Kakkonen: 2

1973, 1982

### Altri piazzamenti
- Campionato finlandese:

Secondo posto: 1920, 1924, 1931, 1936, 1958
Terzo posto: 1930, 1947-1948
- Suomen Cup:

Finalista: 1955

## Statistiche

### Partecipazione alle coppe europee
| Stagione | Torneo             | Turno       | Nazione                   | Club              | Andata | Ritorno | Totale |
| -------- | ------------------ | ----------- | ------------------------- | ----------------- | ------ | ------- | ------ |
| 1958-59  | Coppa dei Campioni | Ottavi      | Francia (bandiera)        | Stade de Reims    | 0-4    | 0-3     | 0-7    |
| 1963-64  | Coppa delle Coppe  | Primo turno | Cecoslovacchia (bandiera) | Slovan Bratislava | 1-4    | 1-8     | 2-12   |

In grassetto le gare casalinghe.